# Barcă

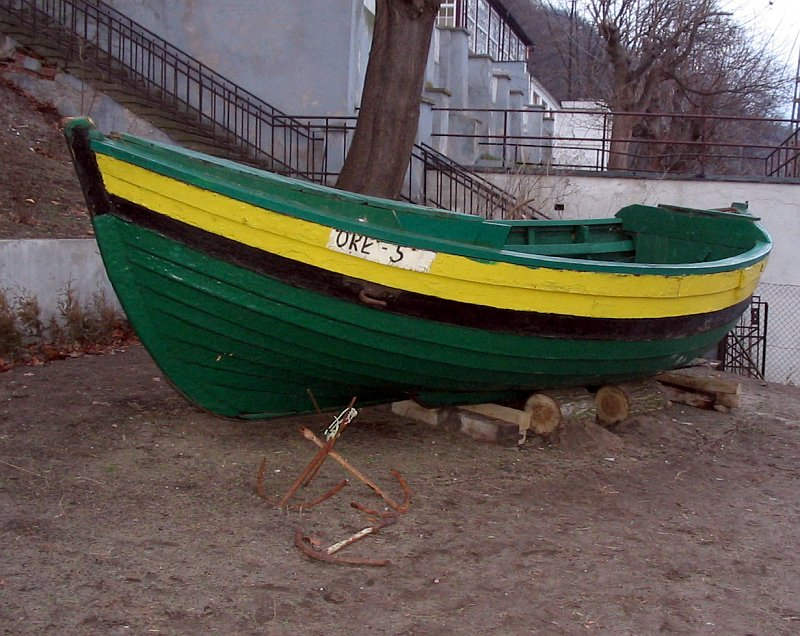
Barcă rigidă

O barcă este o ambarcațiune de dimensiuni mici, fără punte, destinată transporturilor de oameni și materiale la distanțe mici, salvării pasagerilor de pe nave care se scufundă în urma unui naufragiu, sau diferitelor activități sportive și de agrement, lucrări de scafandrerie etc. 

## Istoric
Originile bărcilor pentru a putea traversa mici cursuri de apă au fost stabilite cu aproximație  înaintea anului 6000 î.Hr. Primele bărci ale omului au fost niște luntri (singular: luntre) rudimentare, obținute prin scobirea unui trunchi de copac, denumite monoxilă.

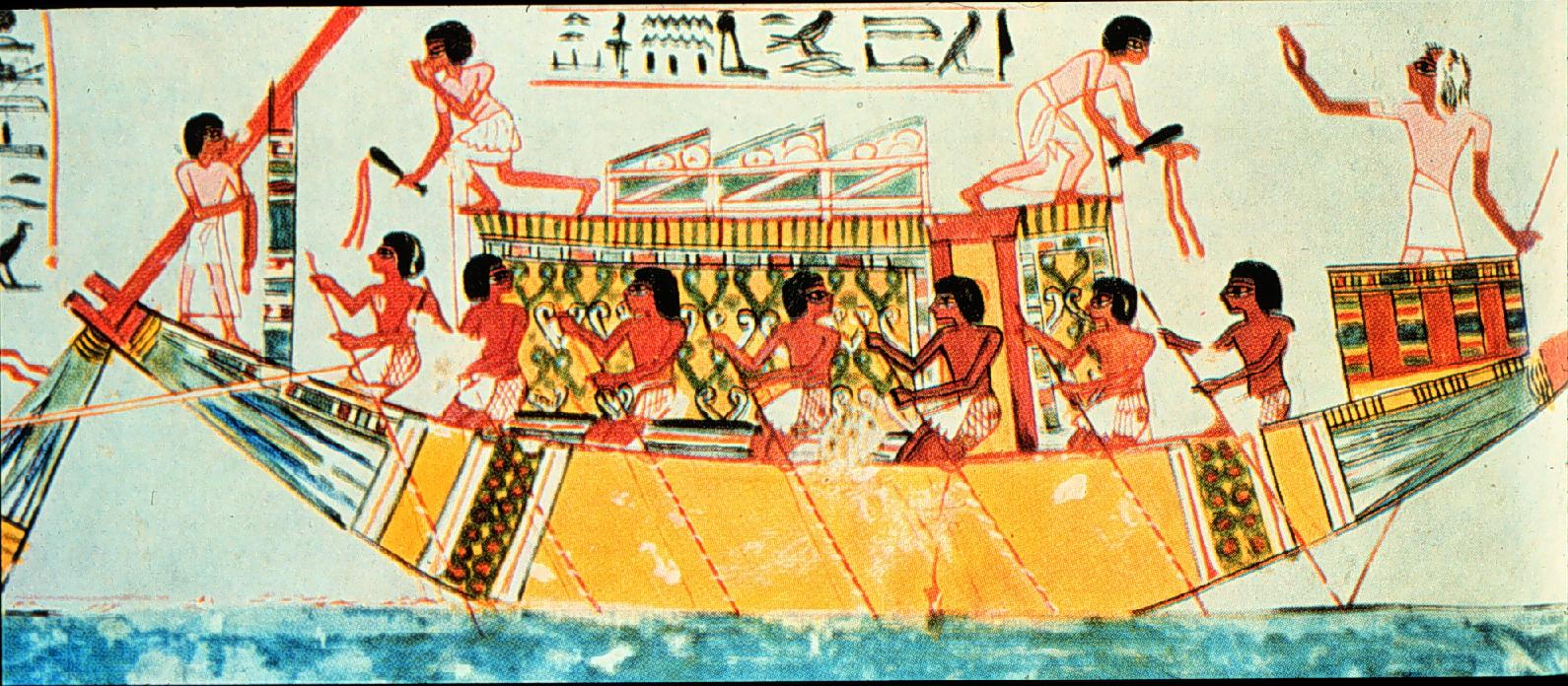
Barcă egipteană

Nevoia unui suport mai stabil decât trunchiul de copac a dus la apariția plutelor care la început au fost utilizate pe lacuri sau râuri interioare. Pluta era confecționată din trunchiuri sau mănunchiuri de trestie legate cu liane sau curele din piele.  Astfel de ambarcații din papirus, de formă rotunjită, erau foarte răspândite pe Nil. Ele sunt reprezentate în morminte prefaraonice datând din mileniul al IV-lea î.Hr.
Progresele în materie de asamblare și de arhitectură navală determină creșterea tonajului. Grecii  și fenicienii urmăreau construirea de ambarcațiuni mai mari și mai puternice pentru câștigarea supremației militare sau pentru transportul de mărfuri. Începând cu această perioadă, bărcile sunt înlocuite de apariția corăbiilor și a navelor cu pânze (veliere).

## Tipuri de bărci
După modul de propulsie, bărcile pot fi clasificate în trei mari categorii:
- bărci fără propulsie proprie, acționate de puterea omului (prin rame, vâsle, padele, pagaie):
  - plute
  - canoe
  - caiac
  - gondole
  - monoxile
  - pirogă
- bărci cu vele - propulsate exclusiv prin vele:
  - iahturi
- bărci cu motor - propulsate prin motoare cu combustie internă (motor outboard):
  - bărci rigide
  - barcă pneumatică
  - barcă de viteză

- - barcă semi-rigidă

Categorii
Ambarcațiunile care se deplasează fiind antrenate de forța mușchilor persoanelor pe care le transportă se împart în două mari categorii:
1. care se deplasează în direcția în care privește cel ce o pune în mișcare (cu padela sau pagaia)
2. care se deplasează în direcția opusă celei în care privesc cei ce o pune în mișcare (cu vâsle sau rame)
- Padela este o vâslă de formă specială, cu câte o pală convexă la fiecare din cele două capete, acționată cu ambele mâini, succesiv de fiecare parte, fără a o sprijini de ambarcațiune, folosită la caiac pentru înaintarea rapidă pe apă.
- Pagaia este o vâslă scurtă cu o singură pală, care se manevrează cu ambele mâini și pe un singur bord, fără a o sprijini de ambarcațiune, folosită la canoe.
- Vâsla (denumită și lopată) este o unealtă de lemn, constând dintr-o coadă lungă cu o terminație (pală) plată, folosită pentru a conduce o ambarcație. Vâslașul folosește 2 vâsle, articulate de cele două borduri, fiecare din ele fiind acționată cu o singură mână.
- Rama este similară cu o vâslă, dar este manevrată pe o singură parte a ambarcației, articulată de unul din cele două borduri, cu ambele mâini. Ramerii sunt în număr par și ramează alternativ de la un bord și de la celălalt.